# ロッテ戦術
ロッテ戦術（ロッテせんじゅつ、ドイツ語:Rotte）は、戦闘機の編隊飛行において、二機一組を最小単位とする戦術。国防軍時代のドイツ空軍で確立された。ロッテ、ロッテ戦法とも呼ばれる。
戦闘機の最小単位を2機の編隊とする思想は、その後、アメリカ空軍の「エレメント」、アメリカ海軍やアメリカ海兵隊の「セクション」と呼称される最小単位の編隊にも採用されている。

## ドイツ
ロッテは、1938年のスペイン内戦でドイツ空軍コンドル軍団のヴェルナー・メルダースが考案したものであり、長機（リード）を僚機（ウイングマン）が援護する形を採っていた。長機が攻撃を行っている間、僚機が上空ないし長機の後方に付いて援護・哨戒を行う。攻撃を行う長機は後方に留意する必要がないため、攻撃に集中する事ができた。
また、メルダースはこれをさらに発展させたシュヴァルムも考案している。ロッテ編隊2個による4機編隊をシュヴァルムと定義した。
ドイツ空軍のみならず、世界的にロッテ・シュヴァルム以前には3機編隊であるケッテが主流だったが、編隊の相互支援はタイミングが重要であり、3機ではそのタイミングを合わせるのが難しかったため次第に廃れていった。しかし、中には1945年に編成されたMe262装備のJV44のように、ケッテを採用する部隊もあった。

## アメリカ
アメリカ陸軍航空軍では、戦闘機編隊の最小単位2機をエレメントと呼称していた。アメリカ海軍のジョン・S・サッチ少佐が考案した相互支援の戦術であるサッチウィーブは、機織りのように互いに交差するようにS字の旋回（スラローム）を繰り返すことで、敵機に後方を取られても編隊僚機がその敵機の後ろに付くことができた。それまでの戦術とは異なり、サッチウィーブでは状況次第でどちらが支援に回っても構わず、より効率的な攻撃ができた。

## 日本
日本陸軍は、ロッテとシュヴァルムをひと括りにし主に「ロッテ戦法」と呼称、また2機1組のロッテを「分隊」、4機1組のシュヴァルムを「小隊」と定義していた。陸軍航空部隊において基幹となる実戦飛行部隊たる飛行戦隊にて、その編制は1個分隊（計2機のロッテ）が2隊で1個小隊（計4機のシュヴァルム）を、その3個小隊で1個中隊（計12機）を、3個飛行中隊（計36機）と戦隊本部機からなる。
1941年（昭和16年）7月、陸軍がドイツから輸入したBf 109 Eとキ44（のちの二式戦闘機「鍾馗」）およびキ60との模擬空戦のため、当時は日本駐在武官であったエース・パイロット、フリッツ・ロージヒカイト大尉が、ドイツ本国より来日したメッサーシュミット社テスト・パイロット、ヴィルヘルム・シュテーアと共に陸軍飛行実験部実験隊（のち陸軍航空審査部飛行実験部）を訪れた際、ロッテとシュヴァルムが一撃離脱戦法とともに日本陸軍に伝授された。陸軍においてはまず陸軍飛行実験部実験隊のテスト・パイロットがBf 109をもってこの「ロッテ戦法」をマスターし、早くも同年秋からは陸軍戦闘隊の総本山的存在で戦技研究をも担当する明野陸軍飛行学校にて研究を開始、実戦飛行部隊への普及は1942年（昭和17年）後半からとなった。
実戦飛行部隊のロッテへの移行は、新設部隊ないし戦力回復のため帰国した部隊から明野飛校にて順次教育され、戦地の部隊に関しては明野飛校に甲種学生（空中指揮官たる隊長教育を受ける）として派遣していた隊員（明野飛校にてロッテ戦法を習得）の原隊復帰をもって部隊に指導し広めることとされていた。1942年末に編成された飛行第68戦隊（三式戦闘機「飛燕」装備）ではロッテ戦法を組織的に取り入れニューギニア戦線にて使用、飛行第64戦隊（一式戦闘機「隼」装備）は、1943年（昭和18年）4月に甲種学生課程を修了し帰隊した遠藤健中尉、檜與平中尉の指導によりビルマ航空戦で使用した 。
海軍では、最小単位が3機の期間が長く、2機に移行した後もなかなか定着しなかった。そのなかで、ロッテ方式の導入に力を入れていたのが、1944年（昭和19年）12月に編成された第三四三海軍航空隊である。三四三空では編隊を重視して徹底しており、4機編隊（海軍では小隊または区隊と呼称）が乱戦になり分離しても2機1組で戦い、離れないように指導された。アメリカ軍からも日本では珍しく2機1組の編隊空戦を行う熟練者たちと認識されていた。